# Neovison
Neovison är ett släkte av däggdjur som ingår i familjen mårddjur. Släktet etablerades i samband med genetiska undersökningar som visade att det finns tydliga skillnader mellan minken och medlemmarna i släktet Mustela.
Arter enligt Catalogue of Life och IUCN:
- Neovison macrodon (utdöd)
- mink (Neovison vison)